# Mille Marie Hagen
Mille Marie Hagen (* 13. Dezember 2002) ist eine norwegische Nordische Kombiniererin.

## Werdegang
Marie Hagen startet für Haslum IL. Bei den Nordischen Junioren-Skiweltmeisterschaften 2021 in Lahti belegte sie den 26. Platz. Ihr Debüt im Continental Cup gab sie am 11. Februar 2022 in Lillehammer und erreichte dabei als Dreizehnte das Ziel. Bereits einen Monat später ging sie erstmals im Weltcup an den Start und gewann mit dem 18. Platz in Schonach auf Anhieb Punkte. Im Winter 2022/23 war sie regelmäßig Teil des norwegischen Weltcup-Aufgebots. Ihr bestes Saisonresultat war der 18. Platz, den sie in Ramsau und Schonach erreichte. Sie nahm in der Gesamtweltcupwertung Rang 23 ein. Bei den Nordischen Skiweltmeisterschaften 2023 in Planica belegte sie mit einem Rückstand von mehr als vier Minuten auf die Siegerin den 24. Platz.
In der Saison 2023/24 gewann Marie Hagen lediglich an zwei Stationen Weltcuppunkte. Dafür startete sie häufiger im Continental Cup. Am Wettkampfwochenende in Eisenerz Mitte Februar lief sie im Rennen nach der Gundersen-Methode auf den vierten Platz. In der COC-Gesamtwertung belegte sie Rang 13. Marie Hagen war in der Weltcup-Saison 2024/25 wieder regelmäßig Teil des norwegischen Kaders, blieb aber meist deutlich hinter der Spitze zurück. Ihr bestes Ergebnis war der 14. Platz beim Compact-Rennen in Schonach. Aufgrund des verletzungsbedingten Ausfalls von Mari Leinan Lund wurde Marie Hagen für die Nordischen Skiweltmeisterschaften 2025 in Trondheim nachnominiert. Skie kam nur beim Gundersen Einzel zum Einsatz und belegte dabei den 23. Platz.

## Privates
Mille Marie Hagen ist die jüngere Schwester der Nordischen Kombiniererin Ida Marie Hagen.

## Statistik

### Platzierungen bei Weltmeisterschaften
| Jahr und Ort   | Wettbewerb | Wettbewerb  | Wettbewerb |
| Jahr und Ort   | Gundersen  | Massenstart | Mixed-Team |
| -------------- | ---------- | ----------- | ---------- |
| 2023 Planica   | 24.        | —           | —          |
| 2025 Trondheim | 23.        | —           | —          |

### Weltcup-Platzierungen
| Saison  | Platz | Punkte |
| ------- | ----- | ------ |
| 2021/22 | 34.   | 023    |
| 2022/23 | 23.   | 083    |
| 2023/24 | 33.   | 059    |

### Continental-Cup-Platzierungen
| Saison  | Platz | Punkte |
| ------- | ----- | ------ |
| 2021/22 | 21.   | 040    |
| 2022/23 | 27.   | 056    |
| 2023/24 | 13.   | 179    |